# Rudolf (comédie musicale)
Pour les articles homonymes, voir Rudolf.
Rudolf ou Rudolf - Az utolsó csók est une comédie musicale écrite par Frank Wildhorn, Steve Cuden et Miklós Gábor Kerényi. Il s'agit d'une coproduction entre la Hongrie et les États-Unis. Dans la lignée d'Elisabeth, le spectacle suit le destin tragique d'un autre membre de la Maison Wittelsbach. 

## Postulat
Rudolf conte de façon romancée la vie du prince héritier d'Autriche : les deux actes explorent les pressions de la monarchie, ses conflits politiques et personnels avec son père l'Empereur François-Joseph, son mariage malheureux avec la princesse Stéphanie de Belgique ainsi que son amour pour la baronne Marie Vetsera. Au couple maudit, point central du récit, s'oppose le premier ministre Eduard Taaffe. Taaffe fait ici figure d'antagoniste : il espère utiliser cette relation extraconjugale pour détruire la carrière politique de Rudolf. 
La comédie musicale s'achève sur la mort de Rudolf et Marie, en 1889, au pavillon de chasse de Mayerling. Le dénouement suit ainsi l'idée du pacte de suicide commis par les amants, une théorie longuement débattue par les historiens.

## Synopsis

### Acte I
Contraint par son épouse, le prince Rudolf assiste à une cérémonie commémorant les quarante ans de règne de son père, l'empereur François-Joseph. Tout le gratin autrichien se retrouve pour la célébration, dans le théâtre Hofburg fraîchement rénové pour l'occasion. La noblesse et la bourgeoisie se délectent de  ce faste - à l'extérieur, les citoyens se révoltent pour exiger une réforme. Malade et las, Rudolf passe la soirée à boire.
François-Joseph prononce son discours : il promet à ses invités un avenir grandiose pour l'Autriche et use d'un interrupteur qui éclaire le théâtre à l'électricité pour la première fois. S'ensuit un spectacle mettant en vedette trois chanteuses en robes blanches. 
Soudain, une femme de classe inférieure monte sur scène. Elle met fin à ses jours d'une balle dans la tête, ensanglantant les robes des interprètes. Terrorisés, les invités s'enfuient. 
Rudolf s'agenouille devant la dépouille, s'interroge sur les raisons de son geste. La baronne Marie Vetsera s'avance et lui explique qu'il vaut mieux connaître une fin rapide que de mourir un peu chaque jour. Rudolf prend viscéralement conscience de la souffrance du peuple.
De son côté, l'empereur s'entretient avec son ministre, le comte Eduard Taaffe. L'incident embarrasse François-Joseph, d'autant qu'il est affiché à la une des journaux dissidents, dont la publication est signée par le mystérieux révolutionnaire Julius Felix. 
Rudolf interrompt son père et le supplie d'écouter ses sujets, sans parvenir à lui faire entendre raison. Taaffe évoque alors ses soupçons concernant Julius Felix : à son sens, ce pseudonyme couvre le cousin de Rudolf, l'archiduc Johan. François-Joseph hésite à croire Taaffe mais lui ordonne d'enquêter à son sujet. Une fois Taaffe parti, Rudolf tente à nouveau de s'expliquer avec son père, toujours en vain. Les deux hommes, incapables de se comprendre, se disputent violemment.
Le lendemain, Marie se promène avec sa meilleure amie, la comtesse Larisch. Elles lisent le dernier article de Julius Felix. Marie est captivée par les paroles du révolutionnaire mais la comtesse juge ses propos dangereux. Elle conseille à Marie de se focaliser plutôt sur sa propre situation : les Vetsera sont au bord de la ruine et son mariage avec le riche duc de Bragance pourrait sauver sa famille. Marie n'est pas intéressée par cette union arrangée. En vue du bal mondain de ce soir, elle écoute son amie lui expliquer en détails les charmes qu'une femme doit déployer pour séduire un homme. Marie, elle, rêve de trouver quelqu'un avec qui partager ses idéaux. Le pragmatisme de la comtesse s'oppose à la nature romantique de Marie.
Le bal débute dans la soirée, en l'honneur de l'empereur Guillaume II, fraîchement couronné - Guillaume est un autre cousin de Rudolf. Ce dernier, toujours malade, rechigne à y assister mais se voit à nouveau contraint par sa femme Stéphanie. 
En saluant les invités, Rudolf rencontre par hasard Marie. Les jeunes gens discutent et partagent une danse. Rudolf ébahit Marie par sa connaissance des articles de Julius Felix et sa compréhension de leur message. Stéphanie surprend son mari avec la nouvelle venue mais, habituée aux infidélités de Rudolf, ne s'interpose pas. Rudolf exprime le souhait de revoir Marie avant son départ.
Après la réception, Rudolf, Guillaume II et le prince de Galles Edouard visitent une maison close. Guillaume et Edouard s'isolent avec des prostituées mais Rudolf, lui, est obnubilé par Marie. Cette dernière songe également au prince héritier. Ni l'un ni l'autre ne peuvent combattre leurs sentiments naissants. Ils comprennent que leur rencontre n'avait rien d'insignifiant...
Le lendemain, Taaffe met Moriz Szeps au pied du mur : Szeps est le rédacteur en chef du journal où paraissent les écrits de Julius Felix et Taaffe lui ordonne d'arrêter l'impression des articles. Face à son refus de coopérer, le ministre exige la destruction du journal.
Dans les décombres de la rédaction, Rudolf rencontre secrètement Szeps et ses associés. Ces derniers ont rédigé une nouvelle constitution pour établir une Europe libre. Ils veulent que le prince signe le document et renouvèle son engagement dans la révolution à venir. Rudolf hésite, sachant que son implication constitue une haute trahison envers sa lignée. Szeps et ses associés acceptent de lui laisser du temps. Une fois seul, Rudolf se demande s'il trouvera la force de s'opposer à son père.
Il est interrompu par Marie, qui fait irruption dans la pièce : cette dernière veut remettre une missive à Julius Felix. Rudolf lit la lettre où la jeune femme manifeste son envie de rencontrer le mystérieux écrivain. L'héritier lui révèle alors qu'il s'agit de son nom de plume. Marie est choquée mais comblée par cette révélation et ils passent leur soirée à patiner.
Rudolf informe la jeune femme qu'ils sont surveillés par Wiligut, l'un des espions de Taaffe, et suggère de lui jouer un tour. Les complices simulent un flirt pour taquiner Wiligut mais ce badinage se retourne contre eux... En mimant la séduction, ils comprennent qu'ils sont réellement épris l'un de l'autre. 
Rudolf confie à Marie qu'il n'existe qu'un seul endroit où il est libre, le lieu où il écrit les pamphlets utopistes de Julius Felix : Mayerling. Son interlocutrice lui fait promettre de l'emmener un jour dans ce pavillon de chasse.
Taaffe rencontre François-Joseph pour discuter du renouvellement de l'alliance entre l'Autriche et l'Allemagne. Lorsque l'empereur s'enquiert de l'enquête visant Julius Felix, Taaffe divulgue des informations qui placent Rudolf dans une posture compromettante. François-Joseph balaie ces suspicions, refusant de croire que son fils puisse être responsable. Rudolf surprend la discussion, terrifié que Taaffe puisse découvrir la vérité.
Rudolf erre dans les rues sans but, où il est retrouvé par Marie. Quand elle lui demande de se confier, le prince, la mort dans l'âme, répond qu'ils doivent cesser de se voir. Si la jeune femme lui apporte le bonheur, il sait qu'il ne peut pas être avec elle sans la mettre en danger. Emportée par son affection, Marie réussit à le convaincre de taire ses peurs et d'accepter leur amour. Le couple partage un baiser qui scelle leur liaison.

### Acte II
Cette nuit-là, Rudolf subit un sommeil agité : dans son cauchemar, lui et Marie endurent les sévices orchestrés par Taaffe et ses sbires masqués. Le prince se réveille en sursaut et crie le nom de sa maîtresse. Marie, qui a passé la nuit en sa compagnie, se précipite à ses côtés. Rudolf délire mais elle parvient à le ramener au calme.
Alors qu'elle se prépare à partir, Rudolf lui donne une bague gravée de la promesse Unis dans l'amour jusqu'à la mort. Marie objecte tristement qu'elle n'aura jamais l'occasion de la porter. Rudolf répond qu'elle le pourra, à Mayerling ; jusque-là, elle pourra toujours arborer l'anneau sur une chaîne. En la gardant à son cou, elle restera ainsi « la compagne de son cœur ».
Soudain, Stéphanie se présente dans la chambre. Marie quitte les lieux, embarrassée. Stéphanie confronte Rudolf, exige de savoir ce qui différencie Marie de ses maîtresses passées. Rudolf répond qu'il l'aime comme il n'a jamais aimé. Son épouse rentre dans une colère noire et lui rappelle que peu importe ses sentiments, jamais il ne pourra rompre leur mariage : c'est elle qui sera couronnée et reconnue comme l'impératrice légitime de l'Autriche !
Rudolf écrit au pape. Il lui demande d'annuler son union avec Stéphanie. Cette requête provoque la colère de son père. Lorsque François-Joseph lui refuse le divorce, son fils riposte en menaçant de renoncer à son titre. L'empereur jure que s'il agit ainsi, un grand malheur arrivera aux Vetsera. François-Joseph exige que Rudolf oublie ses ambitions maritales et cesse toute apparition publique. Dévasté, Rudolf cède à son spleen. Il étouffe sous ses devoirs et exprime son souhait de vivre en homme ordinaire.
Rudolf retourne au bordel où il noie sa dépression dans l'ivresse. Les prostituées tentent de le séduire mais il n'est pas d'humeur et va jusqu'à sortir une arme pour les maintenir à l'écart. Lorsqu'un jeune client arrive, toutes les filles affluent dans sa direction, partageant avec le nouveau leur vaste connaissance des plaisirs charnels.
Dans ce chaos, Rudolf distingue Marie, habillée en fille de joie. Le prince la somme de s'expliquer et cette dernière, visiblement blessée, rétorque qu'elle a passé deux semaines à le chercher. L'ayant retrouvé au lupanar, elle a voulu se conformer à ses désirs, provoquant cette transformation sulfureuse. Rudolf lui promet que ces escapades ne signifient rien pour lui. Il essaie de faire comprendre à son amante qu'il l'a évitée pour sa propre sécurité. Marie réfute : elle est prête à prendre tous les risques et demande quand il sera prêt à faire de même. Elle l'abandonne sur cette question. 
Rudolf envisage le suicide. Il renonce à la mort au dernier instant et accepte enfin ses responsabilités : il est prêt à se dresser contre son père et se battre pour les droits de son peuple.
Le lendemain, l'héritier fait une apparition surprise lors de l'assemblée organisée par Taaffe, alors en pleine inauguration d'une exposition viennoise. Rudolf harangue les spectateurs et exalte la foule, promettant un monde nouveau dans lequel tous les citoyens seront égaux. Son allocution ne manque pas d'exaspérer Taaffe mais lui donne l'amour du peuple. Témoin du discours, Marie ne peut réprimer son inquiétude : si Rudolf est victorieux pour l'heure, il ne peut plus se soustraire à son destin...
Marie entre dans une église où elle rencontre Stéphanie. Elle essaie de s'excuser auprès de l'épouse trompée mais la princesse refuse ses explications. Elle déclare qu'elle peut pardonner à Rudolf mais n'excusera jamais sa rivale : Rudolf aime profondément la jeune femme, plus qu'il ne l'a jamais aimée, et c'est une blessure qu'elle ne pourra guérir. Marie laisse Stéphanie, seule et en pleurs, à ses prières.
Willigut fait son rapport à Taaffe : il a vu Rudolf et Marie entrer dans un bâtiment avec Szeps. Il ajoute que Rudolf est resté avec la fille Vetsera longtemps après le départ du rédacteur. Taaffe en déduit que Marie insuffle à Rudolf le courage de s'élever. Il complote pour la séparer du prince héritier. Il convoque Marie et lui fait une offre : si elle renonce au prince, elle et sa famille se verront dotés d'une généreuse somme d'argent et d'un nouveau domaine à Milan. Marie rejette froidement la proposition et Taaffe promet une fin funeste au couple maudit.
Rudolf rend visite à la comtesse Larisch et lui demande de transmettre une lettre à Marie, insistant pour qu'elle quitte Vienne. L'héritier envisage de trahir son père en signant la constitution de Szeps : avant cela, il veut assurer la sécurité de sa maîtresse. La comtesse obtempère, suppliant Marie de remplir son devoir envers sa famille et d'épouser le duc de Bragance. Dévastés par leur séparation, Rudolf et Marie se souviennent des moments passés ensemble et déplorent de ne pas avoir eu davantage de temps.
Rudolf signe la constitution de Szeps et la confie à un serviteur pour qu'il la remette aux conspirateurs. Cependant, le prince est trahi et le document tombe entre les mains de Taaffe. Ce dernier le remet à son tour à François-Joseph. L'empereur, brisé, convoque son fils et le condamne pour haute trahison. Il dépouille Rudolf de son rang et de ses titres, avant de le renier. 
De son côté, Marie semble monter à bord d'un train, en provenance de Vienne. Rudolf court à la gare, espérant la retrouver avant son départ, mais arrive trop tard. Il s'effondre en larmes, jusqu'à ce qu'il distingue la jeune femme sur le quai. Marie n'a pas pu se résoudre au départ, incapable de quitter le prince déchu. Leurs espoirs et leurs rêves anéantis, le couple est désormais seul face au monde entier. Les amants déclarent qu'il vaut mieux connaître une fin rapide que de mourir un peu chaque jour. Ils concluent un pacte de suicide.
Le 30 janvier 1889, Rudolf emmène Marie à Mayerling. La comédie musicale s'achève sur leur ultime baiser : Rudolf tire sur son amour avant de retourner l'arme contre lui.

## Personnages évoqués
- le prince héritier Rudolf ;
- la baronne Marie Vetsera ;
- le ministre Eduard Taaffe ;
- l'empereur François-Joseph ;
- la comtesse Marie-Louise Larisch ;
- la princesse héritière Stéphanie ;
- Moritz Szeps ;
- Le prince de Galles Edouard ;
- le comte Gyula Andrássy ;
- Georges Clemenceau ;
- kaiser Guillaume II ;
- Mizzi Kaspar, l'une des amantes de Rudolf ;
- Heinrich Vogelsang ;
- Willigut, un mouchard ;
- Meisner, un informateur ;
- Pfeiffer, le marionnettiste ;
- trois chanteuses d'opéra ;
- plusieurs nobles ;
- des prostituées.

## Chansons anglaises / hongroises

### Acte I
1. Viennese Specialties / Ez Bécs!
2. Curtain Up / A város ünnepel!
3. Mary's Theme / Mária dala
4. The Men Who We've Become (You Never Listen) / Mért nem ért meg engem
5. An Ordinary Man / Hétköznapi hős
6. Prince of Wales' Ball / A walesi herceg bálja
7. Something More / Ez most más
8. Finish What You've Started / Fejezze be, kérem!
9. How Will I Know? / Mondd, mit tegyek?
10. Fear And Desire / Kétség és ábránd
11. The Tra-La-La Ice Skating Song / Trallalla-dal
12. The Moment I Saw You / Kettőnk közt nemrég
13. A Better Life / A nemzet hív
14. Bird Dog / Nyulak és vérebek
15. It's Only Love / Szerelem vár és semmi más

### Acte II
1. The Master of the Strings / A mester és a drót
2. It Will Be Me! / Nem más, mint én!
3. New Boy In Town / Kiskatonám
4. Measure Of A Man / Így vagyok csak én
5. The Steps of Tomorrow / A holnap hídja
6. Only Heroes Dare / Csakis az lesz hős
7. Maintain the State / A rend a fõ!
8. The Writing's on the Wall / Ez szimpla egyszeregy
9. Can I Say Goodbye? / Ez a perc úgy fáj
10. A Leaf in the Wind / Akár az őszi levél
11. I Was Born to Love You / Te értem születtél
12. The Fourth Dimension Ball / A Negyedik dimenzió bálja
13. Only Love (reprise) / Szerelem vár és semmi más (repríz)
14. Viennese Specialties (reprise) / Ez Bécs! (repríz)

## Chansons viennoises

### Acte I
1. Ouverture - orchestra
2. Vorhang auf / Curtain Up
3. Wiener Schmäh / Viennese Specialties
4. Wie jeder andere Mann Prolog / An Ordinary Man (version courte)
5. Du willst nicht hören / The Men Who We've Become (You Never Listen) - *Wiener Schmäh (reprise) / Viennese Specialties (reprise)
6. Ein Hübscher Krieg / Pretty Little War
7. Mary's Lied / Mary's Theme (Mary's song)
8. Der Ball / The Ball
9. Marys Walzer / Mary's Waltz
10. Der Ball (reprise) / The Ball (reprise)
11. So viel mehr / Something More
12. Die Strahlende Zukunft / Blue Skies (version écourtée de "The Steps of Tomorrow")
13. Zeit zu Handeln / Finish What You've Started
14. Wohin führt mein Weg? / How Will I Know?
15. Tralala / The Tra-La-La Ice Skating Song
16. In dem moment als ich dich sah / The Moment I Saw You
17. Vertrau in uns / Only Love (Trust in us)

### Acte II
1. Die Fäden in der Hand / The Master of the Strings (I hold the strings in my hand)
2. Du bleibst bei mir! / It Will Be Me!
3. Wie jeder andere Mann / An Ordinary Man (version intégrale) (like any other man)
4. Wiener Schmäh (reprise) / Viennese Specialties (reprise)
5. Mein süsser Held / New Boy in Town
6. Mut zur tat / Measure of a Man
7. Der Weg in die Zukunft / The Steps of Tomorrow
8. Die Liebe lenkt / Only Heroes Dare
9. Die Fuchsfalle / The Bird Dog
10. Wenn das Schicksal dich ereilt / The Writing's on the Wall
11. So viel mehr (reprise) / Something More (reprise)
12. Zeit zu Handeln (reprise) / Finish What You've Started (reprise)
13. Du bist meine Welt / I Was Born to Love You
14. Vertrau in uns (reprise) / Only Love (reprise)(Trust in us - reprise)

## Création
La lecture de Rudolf se tient à New York, le 16 décembre 2005. Pour cette première approche du spectacle, Rob Evan joue Rudolf, Brandi Burkhardt prête sa voix à Marie et Michael Shawn Lewis campe Taaffe.
La comédie musicale étant une coproduction avec le Théâtre d'opérette de Budapest et le Festival en plein air de Szeged, sa première mondiale se tient dans la capitale hongroise, le 26 mai 2006. Attila Dolhai, Bernardett Vágó et Tamás Földes incarnent les rôles principaux. Par la suite, Rudolf sera joué au Festival de Szeged, le 28 juillet. Depuis lors, la production alterne entre les deux lieux, investissant Budapest pendant les mois d'hiver et Szeged durant la saison estivale.
À Vienne, le Raimund Théâtre délivre sa propre version de la comédie musicale, Rudolf: Affaire Mayerling. La première a lieu le 26 février 2009. Elle est dirigée par David Leveaux et met en vedette Drew Sarich dans le rôle de Rudolf, Lisa Antoni dans celui de Marie et Uwe Kröger dans celui de Taaffe. L'album sort en avril 2009 et le DVD paraît quelques mois plus tard. Un album collector est édité en décembre 2009. La dernière viennoise s'est tenue le 24 janvier 2010.

## Distributions

### Distribution originale hongroise
- Prince héritier Rudolf : Attila Dolhai / Arpad-Zsolt Meszaros
- Baronne Marie Vetsera : Bernardett Vágó / Zsuzsi Vágó
- Edward Graf Taaffe : Tamás Földes / Zsolt Homonnay
- Empereur François-Joseph : Attila Nemeth / Csaba Jantyik
- Comtesse Marie Larisch : Kata Janza / Anna Peller
- Princesse héritière Stéphanie : Lilla Polyak / Veronika Nadasi
- Moritz Szeps : Csuha Lajos
- Edouard, prince de Galles : Imre Sebastian
- Comte Gyula Andrássy : György Rózsa Sándor
- Georges Clemenceau : absent dans cette production
- Kaiser Guillaume II : Richárd Péter
- Mizzi, l'une des maîtresses de Rudolf : Andrea Molnár
- Pfeiffer : Zoltán Bereczki
- Stefánia : Lilla Polyák

### Distribution originale viennoise

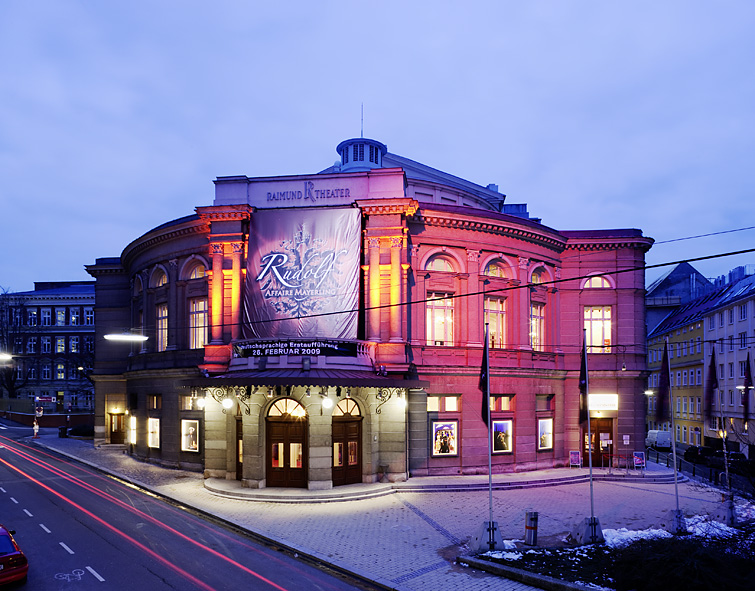
Façade du Raimund Theater en 2009, avec l'affiche de Rudolf au premier plan.

- Prince héritier Rodolphe : Drew Sarich
- Baronne Marie Vetsera : Lisa Antonio
- Edward Graf Taaffe : Uwe Kröger
- Empereur François-Joseph : Barrage Claus
- Comtesse Marie Larisch : Carin Filipcic
- Princesse héritière Stéphanie : Wietske de Tongres
- Moritz Szeps : Kai Peterson
- Edouard, prince de Galles : Denis Kozeluh
- Comte Gyula Andrássy : Robert D. Marx
- Georges Clemenceau : Sasha DiCapri
- Kaiser Guillaume II : Martin Pasching
- Mizzi, l'une des maîtresses de Rudolf : Kathleen Bauer

### Distribution originale japonaise
- Prince héritier Rodolphe : Yoshio Inoue
- Baronne Marie Vetsera : Rena Sasamoto
- Edward Graf Taaffe : Kōjirō Oka
- Empereur François-Joseph : Haruhiko Yang
- Comtesse Marie Larisch : Tatsuki Koju
- Princesse héritière Stéphanie : Rina Chinen
- Moritz Szeps : Hiroshi Hatanaka
- Edouard, prince de Galles : Shinya Niino
- Kaiser Guillaume II : Yuji Kishi